# Avesta AIK
Avesta AIK ist ein schwedischer Fußballverein aus Avesta. Die Mannschaft spielte mehrere Spielzeiten in der zweithöchsten Spielklasse Schwedens.

## Geschichte

### Anfangsjahre
1905 als Avesta Absolutisters Idrottsklubb gegründet, änderte der Klub 1916 seinen Namen in Avesta Allmänna Idrottsklubb. Lange Zeit nur im regionalen Ligabereich vertreten gewann die Mannschaft 1941 erstmals die Staffelmeisterschaft in ihrer Drittligastaffel, scheiterte jedoch in den Aufstiegsspielen an Ljusne AIK. Ohne Niederlage im Saisonverlauf wiederholte der Klub im Folgejahr den Staffelsieg, als IFK Grängesberg und Långshyttans AIK um acht Punkte distanziert wurden. Dieses Mal setzte sich der Verein gegen Iggesunds IK durch. 

### Zwischen zweiter und dritter Liga
In der ersten Zweitligaspielzeit der Vereinsgeschichte war Avesta AIK chancenlos, als Tabellenletzter belegte der Klub gemeinsam mit Surahammars IF einen Abstiegsplatz. Der Aufenthalt in der dritten Liga währte jedoch nur einer Spielzeit, als Staffelsieger traf die Mannschaft in der Aufstiegsrunde erneut auf Iggesunds IK und setzte sich abermals durch. Die Mannschaft schaffte den Klassenerhalt mit zwei respektive sechs Punkten Vorsprung auf Hallstahammars SK und Gefle IF, ehe der Klub in der Spielzeit 1945/46 das beste Ergebnis der Vereinsgeschichte errang und als Tabellenzweiter hinter Surahammars IF die Aufstiegsspiele zur Allsvenskan um einen Punkt verpasste. Der Höhenflug währte nicht lange, bereits in der folgenden Spielzeit wurde der Klub als Tabellenachter im Rahmen einer Ligareform eine Spielklasse zurückgestuft.
Avesta AIK etablierte sich in der dritten Liga und kehrte 1953/54 für eine Spielzeit in die zweite Liga zurück. Hatte die Mannschaft als Absteiger anschließend hinter Surahammars IF als Tabellenzweiter den Wiederaufstieg verpasst, setzte sie sich im Folgejahr als Staffelsieger durch. Erneut war der Klub nur eine Spielzeit in der zweiten Liga vertreten und beendete die Spielzeit 1956/57 gemeinsam mit IK City und Karlstads BIK auf einem Abstiegsplatz. Dieses Mal gelang der direkte Wiederaufstieg und anschließend hielt sich der Verein in der zweiten Spielklasse. 1960 als Tabellenvierter allerdings mit 15 Punkten Rückstand auf Staffelsieger Örebro SK wieder im vorderen Tabellenbereich platziert rutschte der Klub anschließend wieder in den Abstiegskampf und trat 1963 erneut den Gang in die Drittklassigkeit an. Punktgleich mit Västerås SK verpasste der Verein aufgrund der schlechteren Tordifferenz den direkten Wiederaufstieg, distanzierte aber in der anschließenden Spielzeit den Tabellenzweiten Hallstahammars SK um acht Punkte. 1966 noch auf dem letzten Nicht-Abstiegsplatz rangierend, waren in der Folgesaison vier Saisonsiege zu wenig für den Klassenerhalt.

### Abrutschen in den unteren Ligabereich
Nach dem Zweitligaabstieg platzierte Avesta AIK sich im mittleren Tabellenbereich seiner Drittligastaffel. 1969 noch einmal Tabellenvierter spielte die Mannschaft in den folgenden Jahren gegen den Abstieg. 1973 beendete die Mannschaft die Spielzeit auf einem Abstiegsplatz und rangierte in den folgenden Jahren im mittleren Tabellenbereich des vierten Spielniveaus. Zwischenzeitlich nur im unterklassigen regionalen Spielbereich platziert, schaffte die Mannschaft am Ende der Spielzeit 1991 noch einmal den Sprung in die Drittklassigkeit.
In der Frühjahrsmeisterschaft 1992 Tabellenletzter, war der Aufenthalt in der dritten Liga für Avesta AIK nach knapp einem Vierteljahr wieder beendet. Nach einem achten Rang in der folgenden Spielzeit spielte die Mannschaft 1994 noch einmal um den Wiederaufstieg, verpasste aber als Tabellendritter einen Aufstiegsplatz. Zwei Jahre später verabschiedete sich der Klub als Tabellenzwölfter erneut vom höherklassigen Fußball. 2005 meldete sich der Klub in der vierten Spielklasse zurück und überstand am Ende der Spielzeit eine Ligareform auf dem Spielniveau. In den folgenden Jahren rutschte der Klub erneut bis in die Sechstklassigkeit ab, ehe 2010 der Wiederaufstieg in die fünftklassige Division 3 gelang.